# Tarista lytocalis
Tarista lytocalis là một loài bướm đêm trong họ Noctuidae.